# The Elder Scrolls V: Skyrim – Hearthfire
The Elder Scrolls V: Skyrim – Hearthfire es el segundo paquete de contenido descargable para el videojuego de rol The Elder Scrolls V: Skyrim. Fue desarrollado por Bethesda Game Studios y publicado por Bethesda Softworks. La versión de Xbox 360 de Hearthfire fue lanzada el 4 de septiembre de 2012. Fue lanzada en Microsoft Windows, a través de Steam, el 5 de octubre de 2012. Finalmente, se lanzó para PlayStation 3 el 19 y 20 de febrero de 2013 en Norteamérica y Europa, respectivamente.
Hearthfire se basa en la adición de la posibilidad de adquirir tierras y construir y personalizar un hogar. El paquete también introdujo las adopciones, que permiten que el Sangre de Dragón adopte a un niño para que viva en su casa personal.
Hearthfire recibió críticas mixtas de los críticos.